# New Commanders Stadium

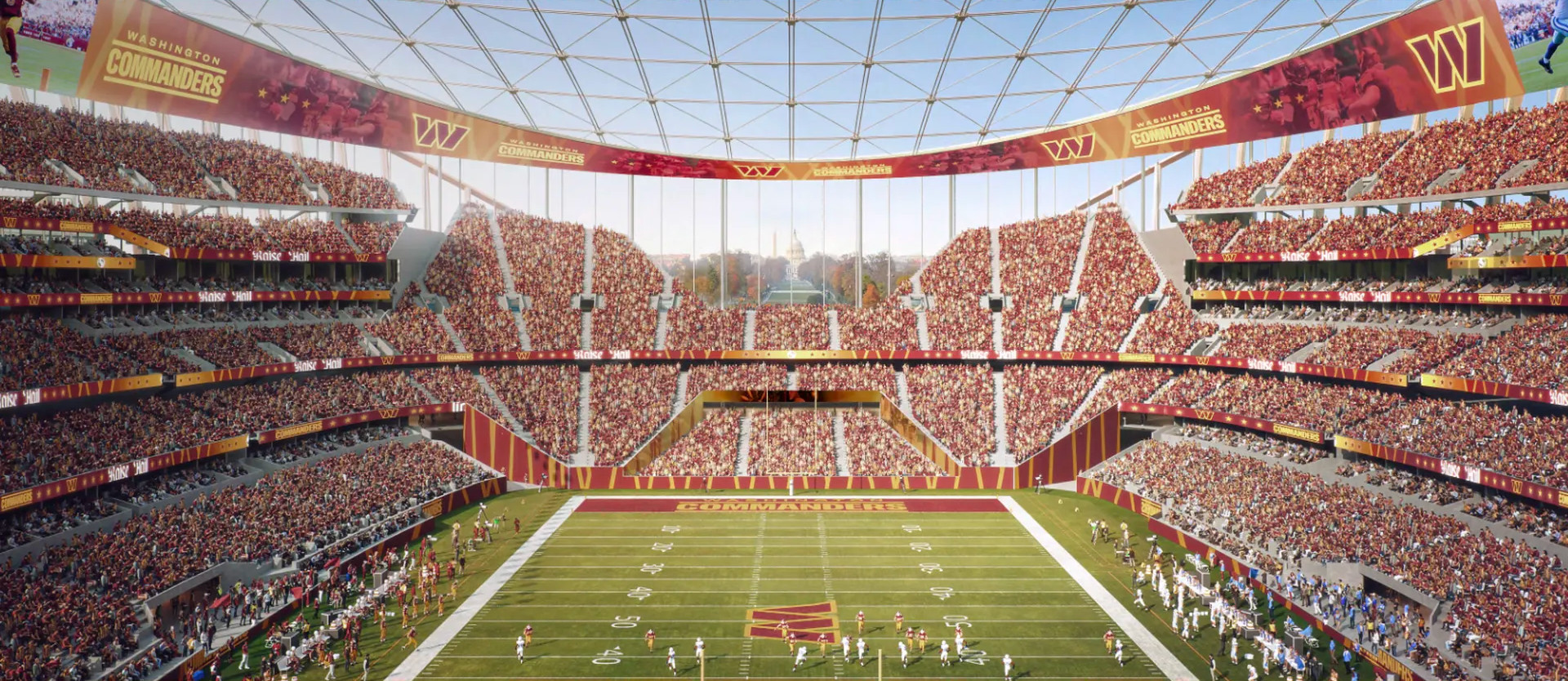
3-D Simulation des geplanten Stadions

Das New Commanders Stadium ist ein geplantes überdachtes Sportstadion und Multifunktionsarena in Washington, D.C. Das Stadion soll die neue Heimspielstätte der American-Football-Mannschaft Washington Commanders aus der National Football League werden. Das Stadium soll am Standort des RFK Stadiums entstehen. Die Baukosten werden auf rund 3,7 Milliarden US-Dollar geschätzt.

## Geschichte
Das 1997 fertiggestellte Northwest Stadium in Landover (Maryland) gilt als eines der schlechtesten Stadien der National Football League. Deshalb sahen sich die seit 2023 neuen Eigentümer des Footballteams veranlasst, Planungen für ein neues Heimstadion ins Auge zu fassen. Eines der Ziele der neuen Stadionplanung war, dieses wieder in Washington, D.C. zu errichten. Das bis 1996 genutzte RFK Stadium in Washington war seit mehreren Jahren weitgehend ungenutzt und verfiel langsam.
Am 6. Januar 2025 wurde durch US-Präsident Joe Biden der D.C. Robert F. Kennedy Memorial Stadium Campus Revitalization Act erlassen. Damit wurde im Rahmen eines 99-jährigen Pachtvertrages ca. 72 Hektar Land rund um das Stadion von der Bundesverwaltung auf die Stadtverwaltung Washington übertragen. Dies versetzte die Stadt in die Lage im Rahmen eines Stadtentwicklungsprojektes diesen Bereich am Ufer des Anacostia River neu zu gestalten. Zentrales Bauwerk dieses Vorhabens soll das geplante Bauwerk mit rund 65.000 Sitzplätzen sein. Von den 3,7 Milliarden Dollar Baukosten, sollen 2,7 Milliarden Dollar von den Washington Commanders getragen werden. Das Stadion soll Eigentum der Stadt Washington, D.C. werden, die Commanders werden als Betreiber auftreten. Der Kostenanteil der Stadt von 1 Milliarden Dollar soll vorrangig in den Ausbau der Infrastruktur sowie in die Entwicklung dieses Stadtgebietes mit Wohngebäuden und weiteren Sporteinrichtungen fließen.
Anfang Juli 2025 soll der Stadtrat von Washington (D. C. Council) der Vereinbarung zustimmen.
Die Bauarbeiten sollen 2026 nach dem Abriss des RFK Stadiums beginnen und 2030 abgeschlossen sein.

## Bauweise
Das Stadion ist als eine überdachte Multifunktionsarena mit rund 65.000 Sitzplätzen geplant. Damit wird auch die Austragung eines Super Bowl ermöglicht.